# August Hagenbach

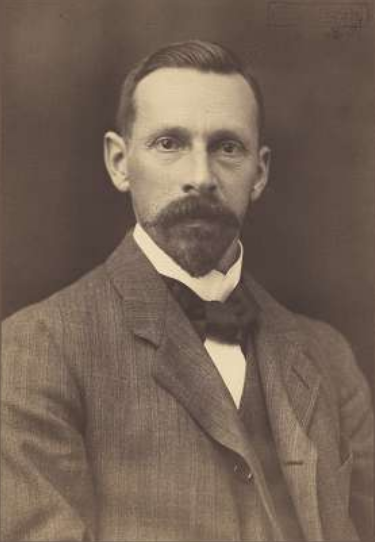
August Hagenbach

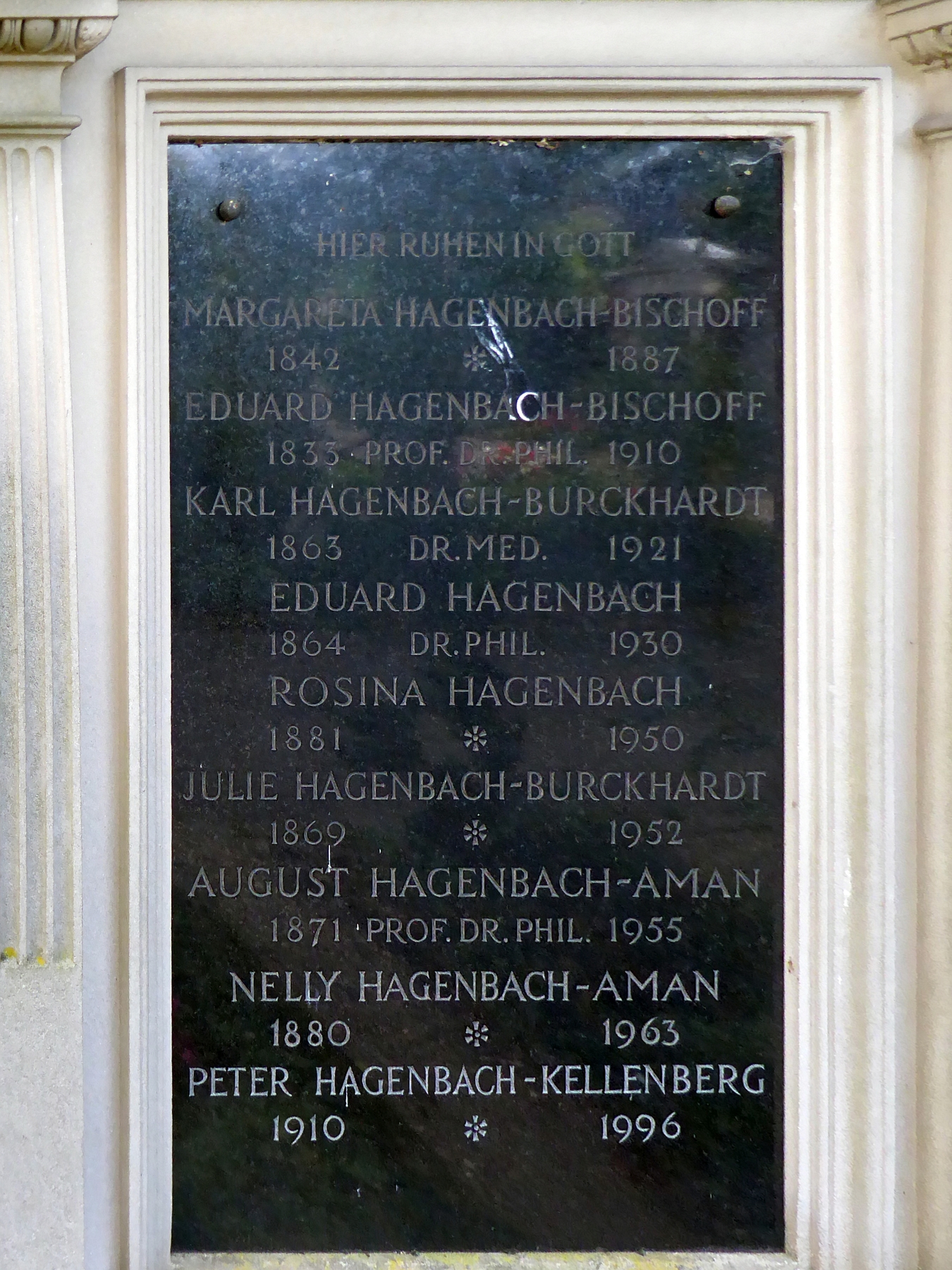
Familiengrab auf dem Wolfgottesacker, Basel

August Hagenbach (* 22. Dezember 1871 in Basel; † 11. August 1955 ebenda) war ein Schweizer Physiker.
Hagenbach – ein Sohn des Basler Physikprofessors Eduard Hagenbach-Bischoff – studierte Physik in Basel und Leipzig und wurde 1894 in Leipzig bei Gustav Heinrich Wiedemann promoviert (Über die Thermoelemente aus Metallen und Salzlösungen). Danach war er Assistent (bei Heinrich Gustav Johannes Kayser), seit 1898 (Venia Legendi) Privatdozent in Bonn und ab 1904 außerordentlicher Professor an der TH Aachen. 1906 wurde er ordentlicher Professor für Physik in Basel als Nachfolger seines Vaters. Dort baute er 1926 ein nach damaligen Verhältnissen modernes physikalisches Institut auf. Er blieb bis 1942 Vorsteher der Physikalischen Anstalt der Universität Basel und war 1926 Rektor der Universität.
Er befasste sich vor allem mit Spektroskopie, dem elektrischen Lichtbogen (Kapitel dazu im Handbuch der Physik von 1927) und Rotationsdispersion. Als Schüler von Kayser war er ein Experte in der Verwendung der damals noch nicht so häufig benutzten optischen Gitter, was er und seine Schüler (wie Ernst Miescher) auf die Untersuchung von Molekülspektren anwandten.
1935 bis 1940 war er Vizepräsident der Schweizerischen Naturforschenden Gesellschaft und 1917 Präsident der Schweizerischen Physikalischen Gesellschaft. Er war Mitbegründer der Helvetica Physica Acta.
August Hagenbach war mit Nelly, geborene Aman (1880–1963) verheiratet. Zusammen hatten sie drei Kinder. Ihre älteste Tochter war die Kunsthistorikerin Annie (1908–2002) die mit dem Kunsthistoriker Rudolf Kaufmann verheiratet war.
Hagenbach fand seine letzte Ruhestätte auf dem Wolfgottesacker in Basel.

## Schriften
- mit Heinrich Konen: Atlas der Emissionsspektren der meisten Elemente. Gustav Fischer, Jena 1905 (online im Internet Archive).